# Alle gegen Alle (Zugezogen-Maskulin-Album)
Alle gegen Alle ist der Titel des zweiten Studioalbums des deutschen Hip-Hop-Duos Zugezogen Maskulin. Es erschien am 20. Oktober 2017 bei Four Music.

## Entstehung
Die Musik des Albums stammt von Nikolai Potthoff, Tom Schley und Kenji Simon. Das Mastering erfolgte durch Hans-Philipp Graf. Die Texte wurden von Hendrik Bolz (Testo) und Moritz Wilken (grim104) geschrieben.
In einem Interview mit Musikexpress äußerten die beiden Musiker, ihr neues Album sei „sehr viel zweifelnder und fragender“ als Alles brennt. Es gehe auf Alle gegen Alle um „die Vereinzelung in der Gesellschaft, die Entfremdung der Menschen voneinander und es ist nicht mehr so klar im Weltbild. Es gebe nicht mehr nur richtig oder falsch.“

## Artwork
Die Gestaltung des Covers lag bei Yawn.

## Titelliste
1. Intro (1:58)
2. Was für eine Zeit (3:20)
3. Uwe & Heiko (3:41)
4. Alle gegen Alle (3:19)
5. Vor Adams Zeiten (3:49)
6. Stirb! (3:07)
7. Yeezy Christ Superstar (3:32)
8. Nachtbus (3:32)
9. Teenage Werwolf (3:09)
10. Steffi Graf (3:28)
11. Der müde Tod (3:11)
12. Steine & Draht (4:45)

Im Titel Uwe & Heiko geht es um zwei sogenannte Wendeverlierer; Bolz bringt hier mehrfach seine Erfahrungen aus den Nullerjahren ein, die er im Jahr 2020 auch im Buch Nullerjahre zu Papier brachte und verweist u. a. auf die Volkswerft. Nachtbus beschreibt den Widerspalt zwischen der Herkunft und dem Leben in der Stadt. Im Lied Steffi Graf thematisiert das Duo die Deutschrap-Szene mit ihrem Markenfetisch. Für Was für eine Zeit werden Themen wie Clickbaiting, Wohlstands- und entpolitisierte Gesellschaft aufgenommen. Der Titel Der müde Tod ist dem gleichnamigen Film entlehnt.

## Musikvideos
Zu den Titeln Was für eine Zeit, Alle gegen Alle, Der müde Tod (Produzent Markus Swarowski) sowie zu Uwe & Heiko (Lennart Brede) wurden Musikvideos veröffentlicht. Im Video Alle gegen Alle ist das Busludscha-Denkmal zu sehen. Das Video zu Der Müde Tod wurde teilweise in Stralsund gedreht, wo Testo aufgewachsen ist.

## Rezeption

### Rezensionen
Stefan Sommer von PULS schrieb: Das Album sei „brillant schlau, wütend und Deutschland 2017 so nah wie kaum eine andere Platte dieses Jahr“.
Ayke Süthoff rezensierte im Musikexpress, das Zugezogen Maskulin „Punkrock im Gewand von Deutschrap. Brutal, hart, düster, gesellschaftskritisch“ machen würden. Leider hätten sie zwar mit all ihrer Kritik recht, würden jedoch keinen Ausweg zeigen.
Auf laut.de schrieb Dominik Lippe: „ein im Hier und Jetzt verankertes Werk“; es wäre „noch konsequenter, noch wütender, noch analytischer, noch persönlicher als Alles brennt.“

### Charts und Chartplatzierungen
| ChartsChartplatzierungen | Höchstplatzierung | Wochen |
| ------------------------ | ----------------- | ------ |
| Deutschland (GfK)        | 14 (1 Wo.)        | 1      |
| Österreich (Ö3)          | 54 (1 Wo.)        | 1      |